# Stenocercus imitator
Espèce
Statut de conservation UICN

 LC  : Préoccupation mineure
Stenocercus imitator est une espèce de sauriens de la famille des Tropiduridae.

## Répartition et habitat
Cette espèce est endémique de la région de Cajamarca au Pérou. On la trouve entre 1 200 et 2 600 m d'altitude. Elle vit dans la forêt tropicale humide de montagne et dans les broussailles.

## Publication originale
- Cadle, 1991 : Systematics of lizards of the genus Stenocercus (Iguania Tropiduridae) from northern Peru. New species and comments on relationships and distribution patterns. Proceedings of the Academy of Natural Sciences of Philadelphia, vol. 143, p. 1-96.